# Vrubovka

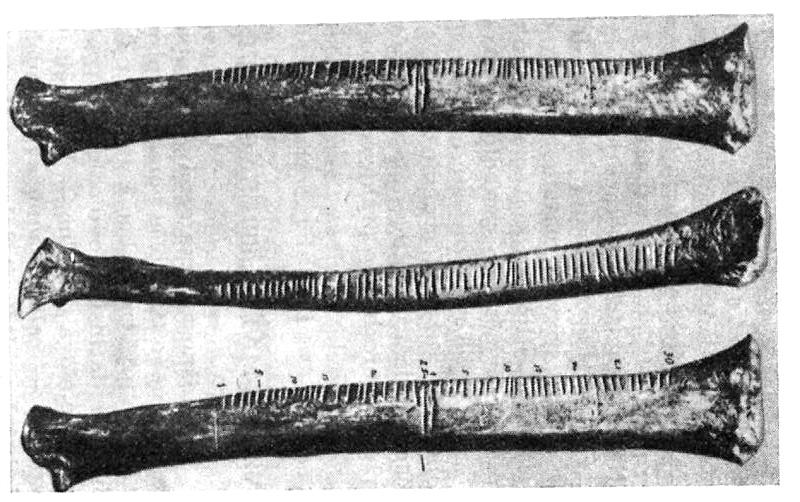
Vlčí radius

Vrubovka (též rabuše, rováš) je hůlka nebo lišta se zářezy (vruby), která sloužila k primitivnímu zaznamenání počtu, k počítání nebo k záznamu dluhu. Tato hůlka se pak po celé své délce rozřízla: jednu část si ponechal věřitel, druhou dlužník s tím, že jakékoliv pozdější jednostranné změny byly vyloučeny. Odtud také původ českého rčení: má u někoho vroubek. Vrubovky byly užívány např. ve Skandinávii, Maďarsku a Austrálii. Tento způsob záznamu nevyžadoval znalost písma ani matematiky.
V roce 1936 objevil archeolog Karel Absolon u Dolních Věstonic lýtkovou kost vlka s 55 zářezy, kterou považoval za vrubovku, později byly učiněny obdobné nálezy i jinde ve světě. V těchto případech šlo o kost se zářezy nebo skupinami zářezů z období 35–9 tisíciletí př. n. l. paleolitické kultury. Archeologický nález lidského konání, artefakt před dvanáctkovou a desítkovou soustavou (v Mezopotámii na přelomu 4. a 3. tisíciletí př. n. l.) a před písmem. Nejstarší nález pochází z pohoří Lebombo v Africe s 29 zářezy na kosti paviána 35 000 př. n. l., nejznámější Vlčí radius neboli Věstonická vrubovka 30 000 př. n. l. Výklady účelu se různí. Zarážející je mnohočetnost prvočísel v rozporu s kalendářem a částmi těla.[zdroj?]